# Анархо-панк
Анархо-панк (також відомий як анархічний панк або мирний панк) — панк-рок, який пропагує анархізм. Деякі використовують цей термін у широкому сенсі для позначення будь-якої панк-музики з анархістським ліричним змістом, яка може фігурувати в краст-панку, хардкор-панку, фолк-панку та інших стилях.

## Історія

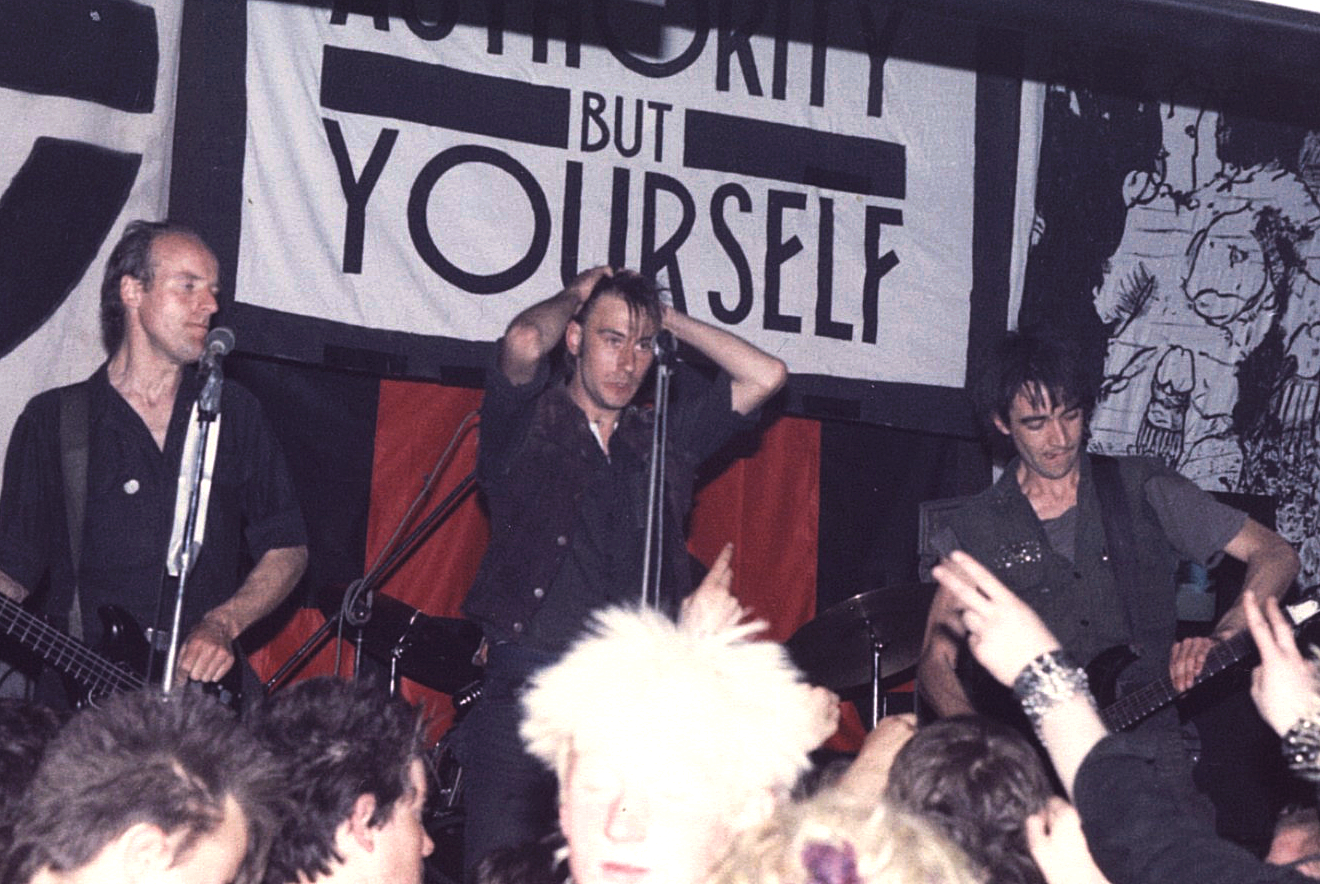
Crass в Cleatormoor Civic Hall, Велика Британія, 3 травня 1984.

### До 1970-х
Деякі члени протопанк-гуртів 1960-х років, такі як MC5, The Fugs, Hawkwind і Edgar Broughton Band, мали нову ліву або анархічну ідеологію. Ці гурти створили прецедент змішування радикальної політики з рок-музикою та утвердили у суспільній свідомості ідею року як агента соціальних і політичних змін. 
Інші попередники анархо-панку такі як Fluxus, Dada, the Beat generation, England's angry young men (як Джо Ортон), включають авангардне мистецтво та політичні рухи, натхненні сюрреалізмом та ситуаціонізмом, травневими заворушеннями 1968 року в Парижі та кампанією за ядерне роззброєння. Джелло Біафра з Dead Kennedys говорив що їппі (Youth International Party (YIP)) впливають на його активізм і мислення.

### 1970-ті і пізніше
Сплеск інтересу до анархізму стався в 1970-х роках у Велико Британії після народження панк-року, зокрема ситуаціоністської графіки виконавця гурту Sex Pistols Джеймі Рейда, а також першого синглу цього гурту Anarchy in the UK. Crass and the Poison Girls профінансували орендований центр Wapping Autonomy Center за допомогою благодійного синглу, що потім надихнуло інші сквотовані самокеровані соціальні центри в Лондоні.Концепцію та естетику анархо-панку швидко підхопили такі гурти, як Flux of Pink Indians, Subhumans і Conflict.
На початку 1980-х років з’явилася анархо-панк-сцена Лідса з такими групами, як Abrasive Wheels, The Expelled і Icon AD.  З цієї сцени прийшли Chumbawamba, чий акцент на конфронтаційній політичній активності незабаром випередив їх зв’язок зі сценою. Незважаючи на свої антикорпоративні погляди, група підписала контракт з EMI, що призвело до того, що їхній сингл Tubthumping у 1997 році посів 2 місце в чартах синглів Великобританії.
Піонерські краст-панк гурти Antisect, Anti System, Sacrilege і Amebix починали свою діяльність на анархо-панк сцені, перш ніж поєднати свої анархічні ліричні теми з елементами раннього хеві-металу. Ранні британські грайндкор гурти, як Carcass, Napalm Death і Extreme Noise Terror, переважно були частиною анархо-панк-сцени 1980-х років, але почали використовувати елементи екстремального металу та американського трешкору.

### Сполучені Штати
Анархо-панк поширився в США наприкінці 1970-х із такими групами, як MDC з Остіна та Dead Kennedys із Сан-Франциско. Лос-Анджелеський гурт Black Flag також підтримував політику анархістів між 1982 і 1986 роками, коли Генрі Роллінз був їхнім вокалістом. Анархо-панк США загалом підтримував революції в Латинській Америці, рухи проти апартеїду та критикував президентство Рональда Рейгана.
У 1980-х роках сцена анархо-панку почала процвітати у Нью-Йорку. Починаючи як частина більшої нью-йоркської хардкор- сцени, та гурти, як Reagan Youth, False Prophets і Heart Attack, використовували музичний стиль і менталітет, подібний до своїх британських колег.
З плином десятиліття ця сцена відокремилася від нью-йоркського хардкору. Nausea були ключовою фігурою на сцені в цей період, допомагаючи культивувати нову сцену в місті, засновану на політиці та сквоттерстві. У 2000-х роках американські анархо-панк гурти, як Anti-Flag і Against Me, досягли значного успіху в цьому жанрі.

## Ідеологія
Анархо-панк гурти часто відмежовувалися від постійних анархістських течій, таких як колективістський анархізм, анархо-синдикалізм або анархо-комунізм. Через це, а також через їхній акцент на пацифізмі, сцена була загалом незалежною від ширшого анархістського руху того часу. Гурти загалом підтримували права тварин, антикорпоративність, трудові права та антивоєнні рухи.
Анархо-панки критикували недоліки панк-руху та молодіжної культури в цілому. Такі гурти, як Crass і Dead Kennedys, писали пісні, які критикували корпоративну кооптацію панк-субкультури, про продажних людей, насильство між панками, скінхедами, B-boys, іншими субкультурами і пригнічення що відбувається в середині панк-субкультури. Деякі анархо-панки є straight edge, стверджуючи, що алкоголь, тютюн, наркотики та безладні статеві зв’язки є інструментами гноблення та є саморуйнівними, оскільки вони затуманюють розум і послаблюють опір людини іншим типам гноблення. Деякі також засуджують марнотратство землі, води та ресурсів, необхідних для вирощування сільськогосподарських культур задля виробництва алкоголю, тютюну та наркотиків, втрачаючи потенціал для вирощування та виробництва їжі. Деякі можуть бути sXe з релігійних міркувань, наприклад, у випадку християнських, мусульманських і буддистських анархо-панків.
Хоча Crass підтримували пацифізм, це не обов’язково стосувалося всіх анархо-панків. Незважаючи на антагонізм більшості панк-субкультури щодо хіпі, ідеали контркультури хіпі мали вплив на анархо-панк. Crass відкрито говорили про своє відношення з контркультурою хіпі,  та цей вплив також перенісся на краст-панк.

### Пряма дія
Анархо-панки повсюдно вірять у пряму дію, хоча спосіб її прояву дуже різниться. Незважаючи на відмінності в стратегії, вони часто співпрацюють один з одним. Багато анархо-панків є пацифістами (як Crass та Discharge) і тому вірять у використання ненасильницьких засобів для досягнення своїх цілей. До них належать ненасильницький опір, відмова від праці, сквотінг, економічний саботаж, занурення у смітник, графіті, культурне глушіння, екотедж, фріганізм, бойкот, громадянська непокора, хактивізм і підривна реклама. 
Деякі анархо-панки вважають, що насильство чи пошкодження майна є прийнятним способом досягнення соціальних змін (як Conflict). Це проявляється у заворушеннях, вандалізмі, обрізанні дротів, диверсіях на полюванні, участі у Фронті визволення тварин, Фронті визволення Землі чи навіть у заходах у стилі Чорного блоку, а в крайніх випадках – вибухах. Багато анархістів заперечують застосовність терміну «насильство» для опису знищення власності, оскільки вони стверджують, що знищення власності здійснюється не для контролю над особою чи установою, а для того, щоб позбавити їх контролю.

### "Зроби сам" панк-етика
Багато анархо-панк гуртів дотримуються етики зроби сам (DIY). Популярним анархо-панковим слоганом є  — «DIY not EMI», тобто свідома відмова від співробітництва з великими звукозаписними компаніями. Багато анархо-панк гуртів були представлені в Bullshit Detector, випущених LPs серіями Crass Records і Resistance Productions між 1980 і 1994 роками. Деякі виконавці анархо-панку були частиною касетної культури. Це дозволило виконавцям обійти традиційні варіанти запису та розповсюдження, надаючи записи в обмін на чисту касету та конверт із власною адресою. 
Рух анархо-панку має власну мережу фензинів, панк-зинів і самвидавних книг, які поширювали новини, ідеї та твори мистецтва зі сцени. Це зроби сам продукція, яка мала тенденцію вироблятися щонайбільше сотнями. Зіни друкували на фотокопіювальних або розмножувальних апаратах і розповсюджували вручну на концертах, у книгарнях та інфошопах, або поштою.

## Музичний стиль і естетика
Анархо-панк гурти часто менше зосереджені конкретно на музиці, а більше на цілісній естетиці, яка охоплює весь творчий процес, від альбомного та концертного мистецтва до політичної повістки та стилю життя учасників гурту. Crass називали членами гурту людей, які створювали обкладинки їхніх альбомів і живі візуальні ефекти. Повідомлення вважається важливішим за музику. 
Згідно з панк естетикою, можна виражати себе і створювати зворушливі та серйозні роботи з обмеженими засобами та технічними можливостями. Нерідкі випадки, коли в анархо-панк піснях відсутня звичайна рок-структура куплетів і приспіву, проте є винятки. Наприклад, пізніші пісні Chumbawamba були водночас анархо-панковими та поп-орієнтованими.